# Darren Lynn Bousman
Darren Lynn Bousman, född 11 januari 1979 i Overland Park, Kansas, är en amerikansk filmregissör och manusförfattare.

## Filmografi

### Filmer
- 2000 – Butterfly Dreams
- 2001 – Identity Lost
- 2005 – Saw II
- 2006 – Saw III
- 2007 – Saw IV
- 2008 – Repo! The Genetic Opera
- 2011 – Mother's Day
- 2011 – Ninety
- 2011 – 11-11-11
- 2012 – The Barrens
- 2012 – The Devil's Carnival

### TV-serier
- 2008 – Fear Itself (Avsnitt "New Year's Day")

### Manus
- 2000 – Butterfly Dreams
- 2001 – Identity Lost
- 2005 – Saw II (Tillsammans med Leigh Whannell)